# Черепаново (Правдинський район)
Черепаново (рос. Черепаново) — селище Правдинського району, Калінінградської області Росії. Входить до складу Мозирського сільського поселення.
Населення —  3 особи (2015 рік). 

## Населення
| 2002 | 2010 |
| ---- | ---- |
| 3    | →3   |